# 迪普斯特普 (喬治亞州)
迪普斯特普（英語：Deepstep）是一個位於美國喬治亞州華盛頓縣的城鎮。

## 地理
迪普斯特普的座標為33°01′19″N 82°58′06″W / 33.02194°N 82.96833°W，而該地的平均海拔高度為95米（即312英尺）。

## 人口
根據2010年美國人口普查的數據，迪普斯特普的面積為2.00平方千米，當中陸地面積為2.00平方千米，而水域面積為0.00平方千米。當地共有人口131人，而人口密度為每平方千米66人。